# Aromanès
L'aromanès, o macedoromanès, és una llengua romànica considerada per alguns lingüistes com a pertanyent a la branca oriental amb el dacoromanès, altrament dit romanès, el meglenoromanès i l'istroromanès. Altres lingüistes, sobretot romanesos, la cataloguen com a dialecte del romanès, mentre que una escola alemanya i hongaresa, fan del dacoromanès un dialecte de l'aromanès. La controvèrsia sobre l'estatus d'aquest idioma continua viva en l'actualitat, àdhuc entre els intel·lectuals aromanesos. L'única certitud sobre la qual els lingüistes i toponimistes es posen d'acord és que estes llengües o dialectes, individualitzades a partir del segle x, provenen de l'evolució d'un tronc comú romànic en la península Balcànica i la conca baixa del Danubi, que anomenen protoromanès.

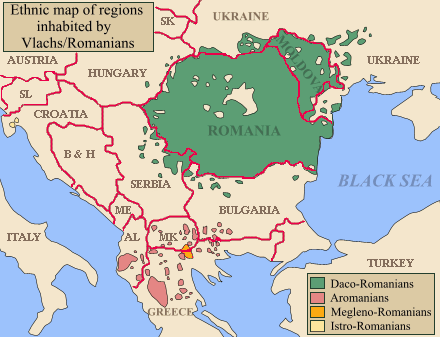
Mapa ètnic-lingüístic del romanès i l'aromanès